# Гофельд
Гофельд — село в Україні, в Михайло-Лукашівській сільській територіальній громаді Запорізького району Запорізької області. Орган місцевого самоврядування до 2020 р. — Московська сільська рада.
Площа села — 41,6 га. Кількість дворів — 11, кількість населення на 01.01.2007 р. — 17 чол.

## Географія
Село Гофельд знаходиться за 2,5 км від села Райське, за 26 км від Вільнянська, за 58 км від обласного центра.
Найближча залізнична станція — Вільнянськ — знаходиться за 26 км від села.

## Історія
Село Гофельд виникло як хутір на початку 1920-х років.
На початку 1930-х років тут було організовано колгосп «Друга п'ятирічка», який пізніше ввійшов до складу колгоспу ім. Щорса. В 1932—1933 селяни пережили Голодомор.
З 24 серпня 1991 року село входить до складу незалежної України.
12 червня 2020 року, відповідно до розпорядження Кабінету Міністрів України № 713-р «Про визначення адміністративних центрів та затвердження територій територіальних громад Запорізької області», село увійшло до складу Михайло-Лукашівської сільської територіальної громади.
19 липня 2020 року, в результаті адміністративно-територіальної реформи та ліквідації Вільнянського району, село увійшло до складу новоутвореного Запорізького району.
22 червня 2023 року рішенням Національної комісії зі стандартів державної мови віднесено до списку населених пунктів, які «можуть не відповідати лексичним нормам української мови», зокрема стосуватися «російської імперської чи колоніальної політики». Громаді рекомендовано запропонувати нову назву в установленому законодавством порядку.
5 червня 2025 року Постановою Верховної Ради України №4483-ІХ «Про перейменування окремих населених пунктів, назви яких містять символіку російської імперської політики або не відповідають стандартам державної мови» село Укромне перейменовано на Гофельд. 